# John Frederic Daniell

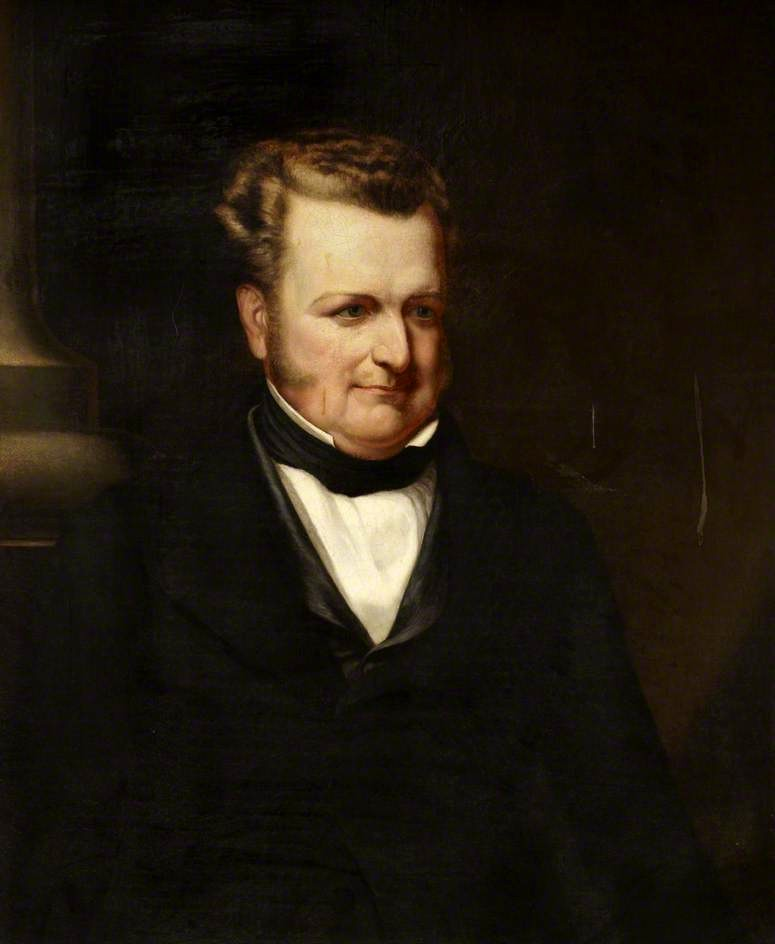
John Frederic Daniell

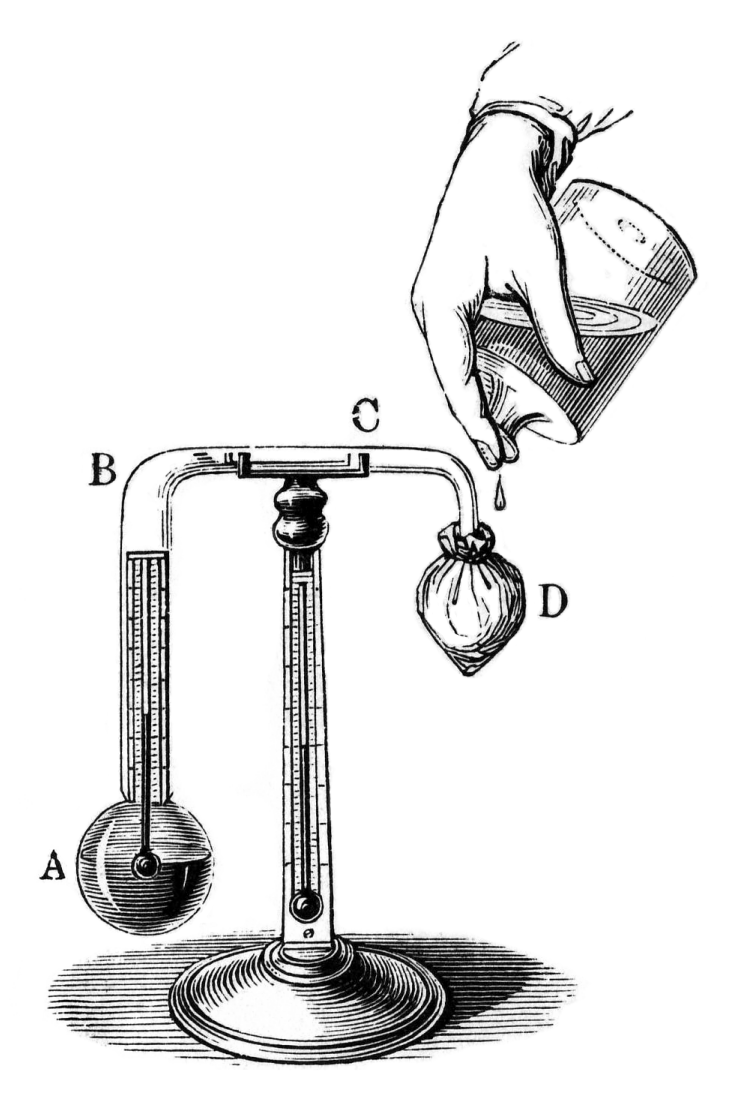
Daniell’sches Hygrometer (Holzstich 1897)

John Frederic Daniell (* 12. März 1790 in London; † 13. März 1845 ebenda) war ein britischer Physikochemiker.

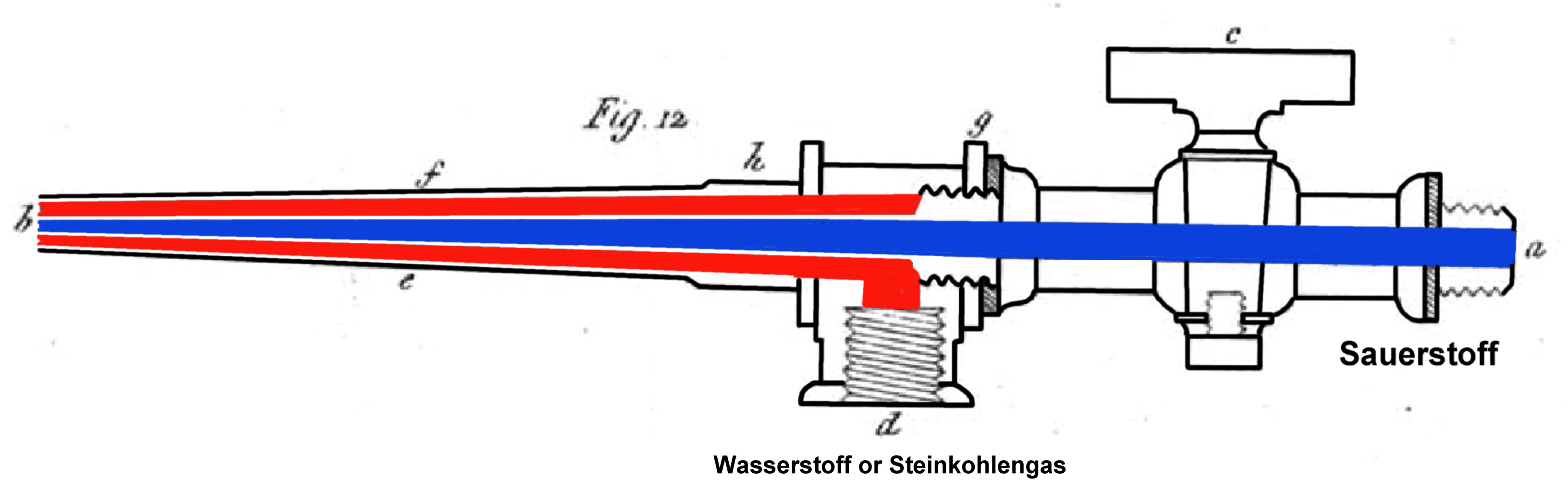
Daniellscher Hahn von 1833

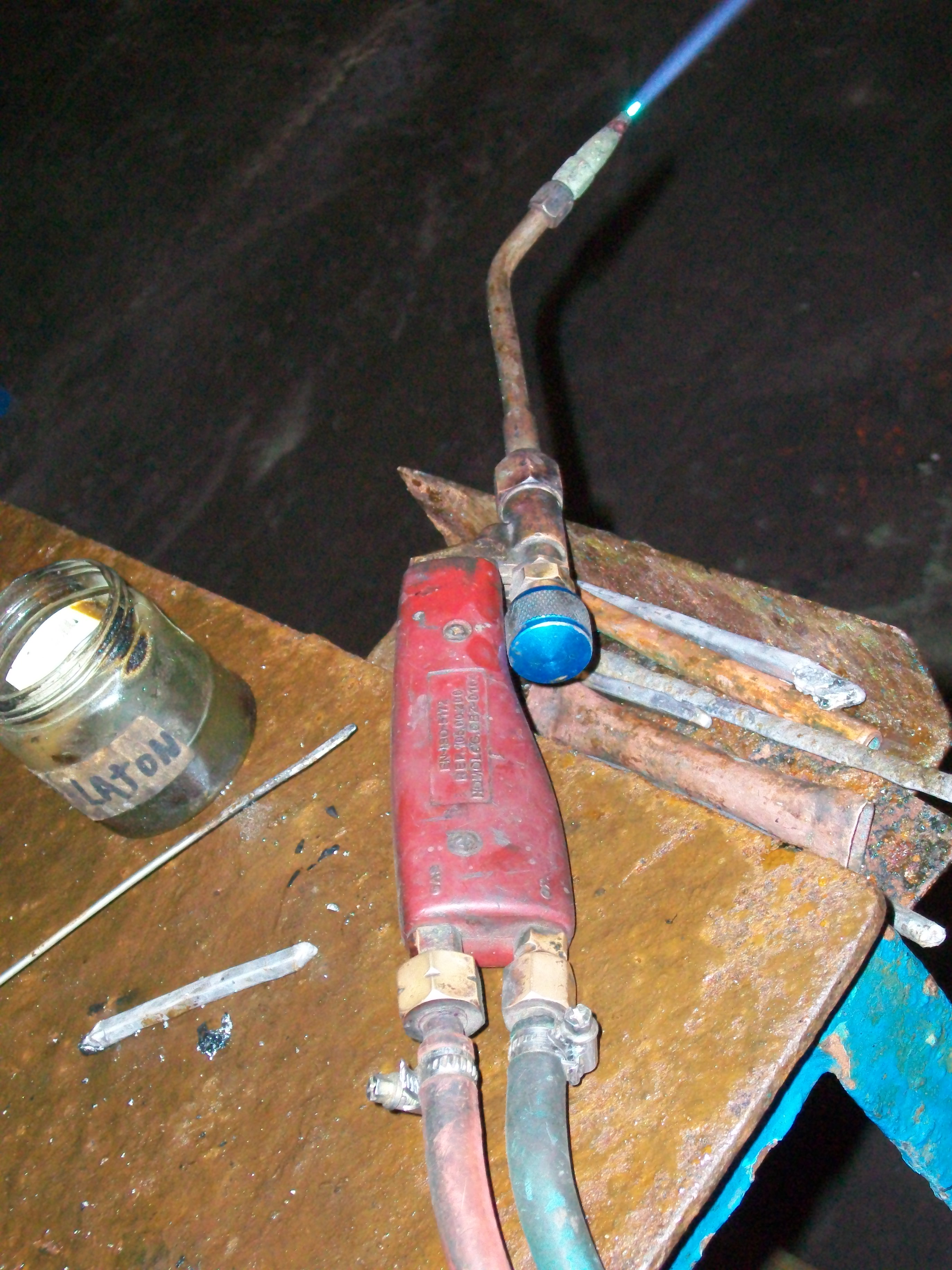
Heutige Schweißgeräte

## Leben und Wirken
Seine erste Arbeitsstelle erhielt er in einer Zuckerfabrik. Nachdem er einer Chemie-Vorlesung von William Thomas Brande (1788–1866) beigewohnt hatte, unternahm er erste eigene Untersuchungen. Um 1820 gelang ihm die Messung der Luftfeuchtigkeit mithilfe eines von ihm erfundenen Taupunkt-Hygrometers. 1823 beschäftigte sich Daniell mit atmosphärischen Luftströmungen. 1827 entwickelte er ein Verfahren zur Gewinnung von Leuchtgas (Harzgas) aus Kolophonium. 1831 wurde er zum Professor der Chemie am King’s College London ernannt.
Daniells Forschungen zur Entwicklung von Konstantstromquellen erfolgte in derselben Zeit (späte 1830er Jahre), in der die ersten Telegrafenapparate beschafft wurden. Die ersten Telegramme waren kurz und konnten nur über relativ kurze Entfernungen versandt werden. Einfache, schwache Batterien reichten aus, das Signal zu übertragen. Mit dem ansteigenden Telegrafenverkehr und der weiteren Verbreitung der Morseapparate wurden höhere Stromstärken und damit höhere Leistungen der Stromquellen notwendig. Daniells Kupfer-Zink-Element (Daniell-Element) (1836) und die Salpetersäure-Zelle von William Grove waren gelungene Neuentwicklungen (siehe auch Gravity-Daniell-Element).
Daniell-Elemente wurden vor allem in britische und amerikanische Telegrafenanlagen eingebaut, da sie die einzig verfügbaren Batterien mit geringer Selbstentladung waren. Außerdem waren Ausgangsspannung und -strom gleichmäßig und die verfügbare Stromstärke höher als bei Stand-Batterien (Voltasche Säule).
1839 experimentierte Daniell mit einer aus 70 Zellen bestehenden Batterie, um ein neues Verfahren zum Schmelzen von Metallen zu entwickeln. Dabei erzeugte er einen Lichtbogen, der so starke UV-Strahlung aussandte, dass er bei allen Beteiligten sofort einen starken Sonnenbrand verursachte. Bei diesem Experiment wurden die Augen Daniells und weiterer Anwesender stark verletzt.
Schließlich zeigte Daniell, dass das Ion eines Metalls, und nicht das Oxid, die elektrische Ladung trägt, wenn eine entsprechende Metallsalzlösung elektrolysiert wird.
Eine weitere Erfindung war 1833 der „Daniellsche Hahn“ – ein mit Wasserstoff und Sauerstoff betriebenes Knallgasgebläse.
Daniell war Freund und Verehrer von Michael Faraday; er widmete ihm sein 1839 erschienenes Buch „Introduction to the Study of Chemical Philosophy“.
Daniell verstarb am 13. März 1845 in London, während er einem Treffen des Rates der Royal Society beiwohnte.

## Ehrungen
1813 wurde er Mitglied der Royal Society, die ihm 1837 die Copley Medal und 1842 die Royal Medal verlieh. Ab 1845 war er korrespondierendes Mitglied der Preußischen Akademie der Wissenschaften.
Nach ihm benannt wurden:
- die mittlerweile veraltete Maßeinheit der Elektrischen Spannung Daniell
- der Mondkrater Daniell
- die Daniell-Halbinsel und das Kap Daniell in der Antarktis